# Ken Bruen
Ken Bruen (Galway, 3 gennaio 1951 – Galway, 29 marzo 2025) è stato uno scrittore irlandese.

## Biografia
Tra le sue opere spicca la serie incentrata sull'ex poliziotto Jack Taylor, ambientata a Galway, il cui primo volume, Prima della notte (2001), ha valso all'autore il Premio Shamus e la candidatura all'Edgar Award, mentre il quinto, Il prete (2006), il Premio Barry per il miglior romanzo poliziesco britannico, il Grand prix de littérature policière e una nuova candidatura all'Edgar. Dal suo romanzo Merrick è stata tratta la serie televisiva 100 Code. Dai suoi libri con protagonista il detective Jack Taylor è stata tratta la serie televisiva irlandese Jack Taylor, con protagonista Iain Glen.

## Riconoscimenti
- Edgar Award
  - 2004: candidato - Prima della notte
  - 2008: candidato - Il prete
- Premio Shamus
  - 2004: miglior romanzo in edizione rilegata - Prima della notte
  - 2007: miglior romanzo in edizione rilegata - The Dramatist
- Premio Macavity
  - 2005: miglior romanzo - The Killing of the Tinkers
  - 2010: miglior romanzo - Tower
- Premio Barry
  - 2007: miglior romanzo poliziesco britannico - Il prete
- Grand prix de littérature policière
  - 2009: miglior romanzo straniero - Il prete

## Opere

### Serie di Jack Taylor
1. Prima della notte (The Guards) (2001) - edizione italiana: Frassinelli, 2004. ISBN 8876847693
2. The Killing of the Tinkers (2002)
3. The Magdalen Martyrs (2003)
4. The Dramatist (2004)
5. Il prete (Priest) (2006) - Fanucci, 2006. ISBN 883471203X
6. Cross (2007)
7. Sanctuary (2008)
8. The Devil (2010)
9. Headstone (2011)

### Serie di Tom Brant
1. A White Arrest (1998)
2. Taming the Alien (2000)
3. The McDead (2002)
4. Blitz (Blitz) (2002) - Casini, 2012. ISBN 9788879052351
5. Vixen (2003)
6. Calibre (2006)
7. Ammunition (2007)

### Serie di Max e Angela (con Jason Starr)
1. Doppio complotto (Bust) (2006) - Fanucci, 2007. ISBN 9788834713143
2. Slide (2007)
3. The Max (2008)

### Romanzi autonomi
- Funeral: Tales of Irish Morbidities (1992)
- Sherry: And Other Stories (1994)
- Time of Serena-May/Upon the Third Cross (1995)
- Rilke on Black (1997)
- The Hackman Blues (1997)
- Her Last Call to Louis MacNeice (1997)
- London Boulevard (2001) - Casini, 2011. ISBN 9788879051873
- Dispatching Baudelaire (2004)
- American Skin (2006)
- Once Were Cops (2008)
- Tower (2009) - con Reed Farrel Coleman
- Merrick (2014)

## Trasposizioni televisive e cinematografiche
- Dal romanzo Prima della notte è stato tratto nel 2010 il film televisivo The Guards diretto da Stuart Orme.
- Dal romanzo London Boulevard è stato tratto nel 2010 l'omonimo film diretto da William Monahan.
- Dal romanzo Blitz è stato tratto nel 2011 l'omonimo film diretto da Elliott Lester.
- Dai romanzi con protagonista il detective Jack Taylor è stata tratta la serie televisiva irlandese Jack Taylor, con protagonista Iain Glen.